# ایمان سلیمی
ایمان سلیمی (زاده ۱۲ خرداد ۱۳۷۵) بازیکن فوتبال اهل ایران است که در پست مدافع میانی برای مس رفسنجان بازی میکند.

## عملکرد باشگاهی

### پارس جنوبی جم
ایمان سلیمی در ۱۹ خرداد ۱۳۹۶ با قراردادی یکساله به پارس‌جنوبی جم پیوست و در پایان فصل با توجه به عملکرد خوبی که به عنوان یک بازیکن زیر ۲۳ سال داشت در پایان فصل پیشنهادهای زیادی داشت و در آستانه لژیونر بودن بود که این موضوع اتفاق نیافتاد.

### تراکتور
وی ۱۲ شهریور ۱۳۹۷ با عقد قراردادی ۳ ساله به تراکتور پیوست. وی اولین گل خود را برای این تیم در دومین بازی خود با پیراهن تراکتور در مقابل پیکان به ثمر رساند. وی پس از یک فصل حضور در این تیم قرارداد خود را فسخ کرد اما مجدداً با تراکتور به توافق رسید و در این تیم تبریزی ماندگار شد و قرارداد خودرا به مدت سه فصل دیگر تمدید کرد.
وی پس از دو فصل حضور در تراکتور قرارداد خود را فسخ کرد و از این تیم جدا شد.

### سیرد اسلواکی
ایمان سلیمی در ۱۳ بهمن ۱۳۹۹ با قراردادی پنج ماه به باشگاه فوتبال سیرد پیوست تا در لیگ دسته اول فوتبال اسلواکی بازی کند. وی پس از پایان قراردادش ازین تیم جدا شد.

### گل‌گهر
وی در ۲۲ مرداد ۱۴۰۰ به گل‌گهر سیرجان پیوست اما بدون انجام هیچ بازی رسمی برای این تیم، مصدوم شد و دچار پارگی رباط صلیبی شد و فصل را از دست داد. باشگاه گلگهر هم با توافق با این بازیکن به دلیل اینکه مصدومیت در جریان یک بازی محلی رخ داده بود، قرارداد را فسخ کرد.

### مس رفسنجان
ایمان سلیمی پس از پایان مصدومیتش در ۵ تیر ۱۴۰۱ با قراردادی به مس رفسنجان پیوست.

### استقلال
ایمان سلیمی در ۲۵ تیر ۱۴۰۲ با نظر و درخواست جواد نکونام با قراردادی دوساله به استقلال پیوست و پیراهن شماره ۶ استقلال را برتن کرد.وی در بازی مقابل تراکتور توانست اولین گل خود را با پیراهن استقلال به ثمر برساند و همچنین ایمان سلیمی شادی بعد گل خود را به مهدی هاشمی نسب تقدیم کرد.                                                                                                                                                                                  مس رفسنجان                                                                                                                                                                                                            اوپس از فسخ قرارداد با استقلال به مس رفسنجان پیوست                                                                                                                                                                  

### تیم ملی نوجوانان ایران
ایمان سلیمی سابقه پوشیدن تیم ملی فوتبال نوجوانان ایران در جام جهانی فوتبال زیر ۱۷ سال ۲۰۱۳ را دارد.

## آمار باشگاهی
تا تاریخ ۶ اردیبهشت ۱۴۰۴
| عملکرد باشگاهی   | عملکرد باشگاهی   | عملکرد باشگاهی   | لیگ      | لیگ      | جام      | جام      | قاره‌ای | قاره‌ای | سایر     | سایر     | مجموع | مجموع |
| باشگاه           | لیگ              | فصل              | بازی     | گل       | بازی     | گل       | بازی   | گل     | بازی     | گل       | بازی  | گل    |
| —                | —                | —                | لیگ برتر | لیگ برتر | جام حذفی | جام حذفی | آسیا   | آسیا   | سوپر جام | سوپر جام | مجموع | مجموع |
| ---------------- | ---------------- | ---------------- | -------- | -------- | -------- | -------- | ------ | ------ | -------- | -------- | ----- | ----- |
| آلومینیوم        | لیگ آزادگان      | ۲۰۱۴–۲۰۱۵        | ۴        | ۰        | ۰        | ۰        | –      | –      | –        | –        | ۴     | ۰     |
| مجموع آلومینیوم  | مجموع آلومینیوم  | مجموع آلومینیوم  | ۴        | ۰        | ۰        | ۰        | –      | –      | –        | –        | ۴     | ۰     |
| فجرسپاسی         | لیگ آزادگان      | ۲۰۱۵–۲۰۱۶        | ۱۰       | ۰        | ۰        | ۰        | –      | –      | –        | –        | ۱۰    | ۰     |
| فجرسپاسی         | لیگ آزادگان      | ۲۰۱۶–۲۰۱۷        | ۲۸       | ۲        | ۰        | ۰        | –      | –      | –        | –        | ۲۸    | ۲     |
| مجموع فجرسپاسی   | مجموع فجرسپاسی   | مجموع فجرسپاسی   | ۳۸       | ۲        | ۰        | ۰        | –      | –      | –        | –        | ۳۸    | ۲     |
| پارس‌جنوبی        | لیگ برتر         | ۲۰۱۷–۲۰۱۸        | ۱۷       | ۰        | ۱        | ۰        | –      | –      | –        | –        | ۱۸    | ۰     |
| مجموع پارس جنوبی | مجموع پارس جنوبی | مجموع پارس جنوبی | ۱۷       | ۰        | ۱        | ۰        | –      | –      | –        | –        | ۱۸    | ۰     |
| تراکتور          | لیگ برتر         | ۲۰۱۸–۲۰۱۹        | ۲۱       | ۲        | ۰        | ۰        | –      | –      | –        | –        | ۲۱    | ۲     |
| تراکتور          | لیگ برتر         | ۲۰۱۹–۲۰۲۰        | ۲۷       | ۰        | ۴        | ۰        | –      | –      | –        | –        | ۳۱    | ۰     |
| مجموع تراکتور    | مجموع تراکتور    | مجموع تراکتور    | ۴۸       | ۲        | ۴        | ۰        | –      | –      | –        | –        | ۵۲    | ۲     |
| سیرد             | دسته اول اسلواکی | ۲۰۲۰–۲۰۲۱        | ۴        | ۰        | ۲        | ۰        | –      | –      | ۱        | ۰        | ۷     | ۰     |
| مجموع سیرد       | مجموع سیرد       | مجموع سیرد       | ۴        | ۰        | ۲        | ۰        | –      | –      | ۱        | ۰        | ۷     | ۰     |
| مس رفسنجان       | لیگ برتر         | ۲۰۲۲–۲۰۲۳        | ۱۳       | ۰        | ۲        | ۰        | –      | –      | –        | –        | ۱۵    | ۰     |
| مجموع مس رفسنجان | مجموع مس رفسنجان | مجموع مس رفسنجان | ۱۳       | ۰        | ۲        | ۰        | –      | –      | –        | –        | ۱۵    | ۰     |
| استقلال          | لیگ برتر         | ۲۰۲۳–۲۰۲۴        | ۲۲       | ۲        | ۰        | ۰        | –      | –      | –        | –        | ۲۲    | ۲     |
| استقلال          | لیگ برتر         | ۲۰۲۴–۲۰۲۵        | ۶        | ۰        | ۲        | ۰        | ۵      | ۰      | –        | –        | ۱۳    | ۰     |
| مجموع استقلال    | مجموع استقلال    | مجموع استقلال    | ۲۸       | ۲        | ۲        | ۰        | ۵      | ۰      | –        | –        | ۳۵    | ۲     |
| مجموع آمار       | مجموع آمار       | مجموع آمار       | ۱۵۲      | ۶        | ۱۱       | ۰        | ۵      | ۰      | ۱        | ۰        | ۱۶۹   | ۶     |

## افتخارات

### تراکتور
- قهرمانی در جام حذفی (۱): ۹۹–۱۳۹۸

### استقلال
- نایب قهرمانی در لیگ برتر (۱): ۰۳–۱۴۰۲
- قهرمانی در جام حذفی (۱): ۰۴–۱۴۰۳